# Nokia 3110
Nokia 3110 é um aparelho celular GSM fabricado pela Nokia na Hungria, apresentado na CeBIT em março de 1997. O 3110 é notável como o primeiro aparelho Nokia a apresentar o sistema de navegação de menu Navi-Key (também conhecido como D-Pad). O Navi-Key teve grande destaque nos aparelhos Nokia, especialmente nos modelos básicos como o Nokia 1100 nos anos seguintes. Ao contrário de seu sucessor, o 3210, e de aparelhos subsequentes de design semelhante, o 3110 tinha uma antena externa. O telefone estava disponível com bateria fina, padrão ou vibratória. Só poderia ser usado em uma rede GSM-900.
O 3110 compartilhava a plataforma e os acessórios do "telefone banana" Nokia 8110.
O número do modelo foi reutilizado pela Nokia em 2007, quando a empresa lançou o Nokia 3110 classic. O 3110 clássico apresenta um formato candybar semelhante ao do 3110, mas adiciona recursos modernos como Bluetooth, funcionalidade de câmera, reprodução e gravação de áudio e vídeo e dados de pacote via EDGE, além da funcionalidade tri-band.
Ao contrário dos telefones celulares da série 3000 subsequentes, sua tela não é baseada em PCD8544.

## Recursos e especificações
O 3110 foi claramente voltado para usuários corporativos, com recursos notáveis, incluindo sincronização com PC, boa duração da bateria e estilo conservador em preto.
- Rede: GSM 900
- Dimensões: 136 x 45 x 21 mm, 139 cc
- Peso: 187g
- Tela: Monocromática com retroiluminação verde
- Contatos: 250
- SMS
- Tempo de espera: 40–95 horas
- Tempo de conversação: 90–165 minutos